# جغرافیا
جُغرافیا (به انگلیسی: Geography)، زمین‌نگاری یا گیتاشناسی شاخه‌ای از علم است که خشکی‌ها، آب‌ها، پستی و بلندی‌ها، مناطق و نواحی، ویژگی‌ها، ساکنان و پدیده‌های زمین را مطالعه می‌کند. جغرافیا ارتباط گسترده‌ای با دیگر رشته‌های مرتبط در علوم اجتماعی و علوم طبیعی دارد.

## ریشه نام
عبارت ترکیبی جغرافیا را برای نخستین بار، اِراتوستِن،(به یونانی: ęρατοσθένης)،(به انگلیسی: Eratosten) فیلسوف، ریاضی‌دان، شاعر، ورزشکار، جغرافی‌دان و ستاره‌شناس یونانی دوران اسکندر مطرح کرد! او بیان داشت که ژئو به معنای زمین و گرافی به معنای ترسیم و نقش است. پس دانش جغرافیا را علم ترسیم‌ها و نقوش گوناگون در ابعاد و اشکال مختلف بر انواع اراضی پرفراز و نشیب می‌دانست.S

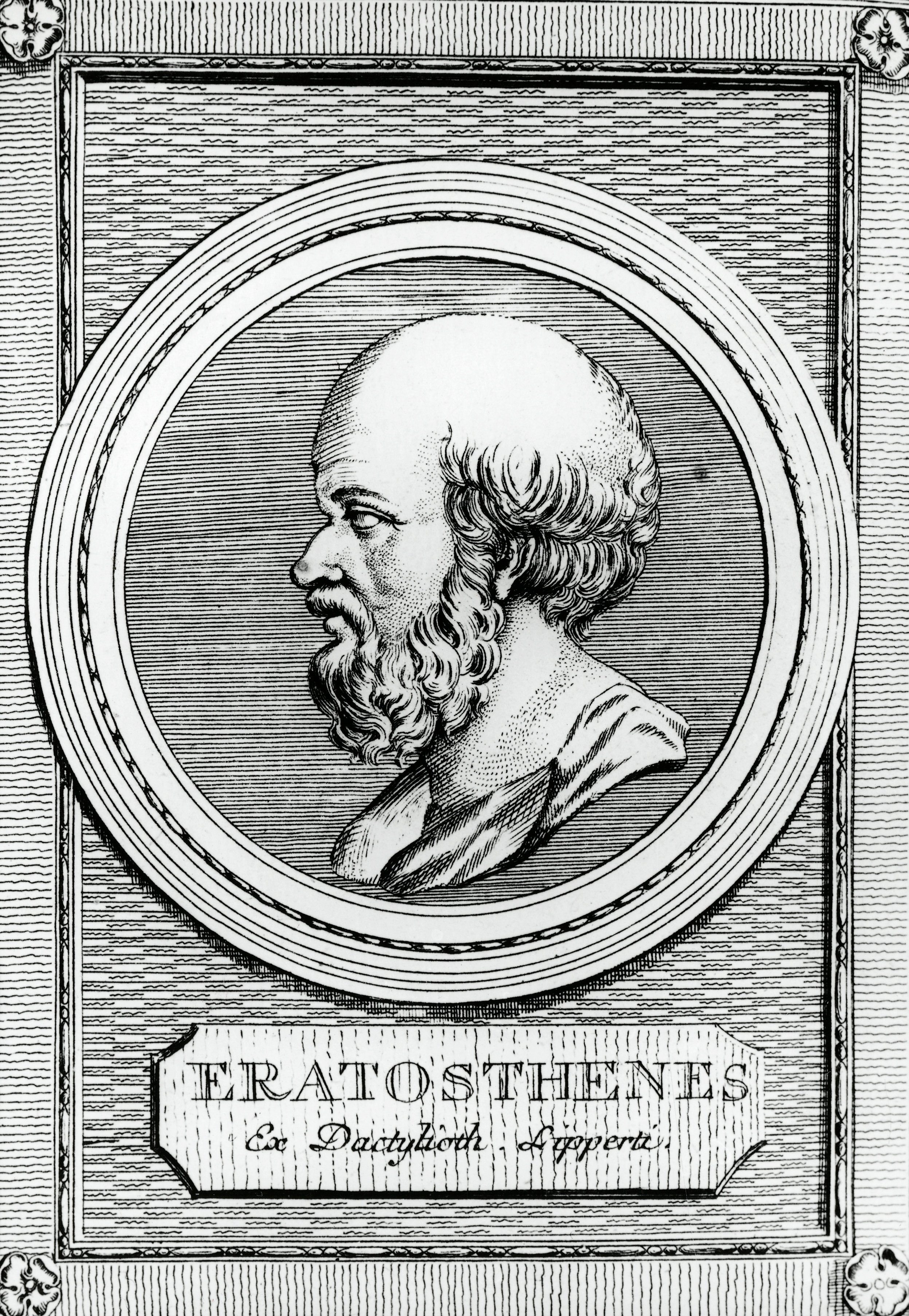

- نگاره ای از اراتوستن

## جغرافیای سکونتگاه‌ها
سیاره زمین سکونتگاه بیش از ۷٫۵ میلیارد نفر جمعیت انسانی است. خشکی‌ها تنها یک سوم سطح زمین را تشکیل می‌دهند. بیشتر این جمعیت انبوه در نواحی خاصی از خشکی‌های کره زمین، یعنی روستاها و شهرها، متمرکز شده‌اند. براساس آمار سازمان ملل، در نیمه نخست سال ۲۰۱۸ میلادی، ۴٫۳ میلیارد نفر از مردم جهان در شهرها و ۳٫۴ میلیارد نفر از مردم جهان در روستاها مستقر بوده‌اند. مدیریت شهرها و روستاها و برنامه‌ریزی برای سکونتگاه‌هایی که از هر جنبه برای زندگی انسان‌ها مناسب باشند، از مهم‌ترین مسائل قرن ۲۱ است.

### مقر و موقعیت
سرآغاز مطالعه و شناخت یک سکونتگاه روستایی و شهری مقر(یعنی مکان و جایگاه) و موقعیت آن است. منظور از مقر محل اصلی و دقیق یک سکونتگاه و محل استقرار آن روی زمین است. مقر هر روستا یا شهر، همچنین هسته اولیه آن را شامل می‌شود. منظور از هسته اولیه مکانی است که مردم بر حسب نیاز، آن را برای زندگی انتخاب کرده و به اشغال درآورده‌اند و بعدها روستا یا شهر از آن محل گسترش یافته است. در انتخاب مکان برای استقرار و سکونت جمعیت، عوامل طبیعی بیشترین نقش را داشته‌اند. بیش از چهار هزار سال قبل، نخستین روستاها و شهرهای پرجمعیت و همچنین تمدن‌های اولیه در کنار رودهای دجله و فرات، نیل، کارون، سند و… پدید آمدند. در سکونت گزینی انسان‌ها در این مناطق، عواملی چون آب فراوان، آب و هوای ملایم و خاک حاصلخیز جلگه‌ها نقش مهمی داشته است. البته فقط عوامل طبیعی موجب انتخاب مکانی برای استقرار سکونتگاه نمی‌شوند بلکه عوامل دیگری چون عوامل سیاسی و تصمیمات حکومتی، دسترسی به راه‌های تجاری و عوامل دفاعی و نظامی می‌توانند در پدید آمدن یک سکونتگاه در مکان خاص نقش داشته باشند. در ایران دسترسی به آب، قلعه‌های دفاعی، بازارهای محلی و قرار گرفتن در تقاطع راه‌ها از مهم‌ترین عوامل شکل‌گیری هسته اولیه روستاها و شهرها بوده است.

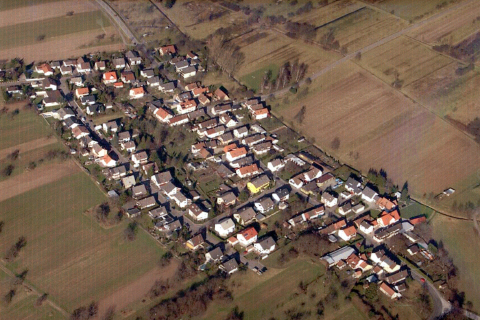

- نمای هوایی از یک دهکده در آلمان که به گونه مناسب و زیبایی در طول سالیان سال ساخته شده است.

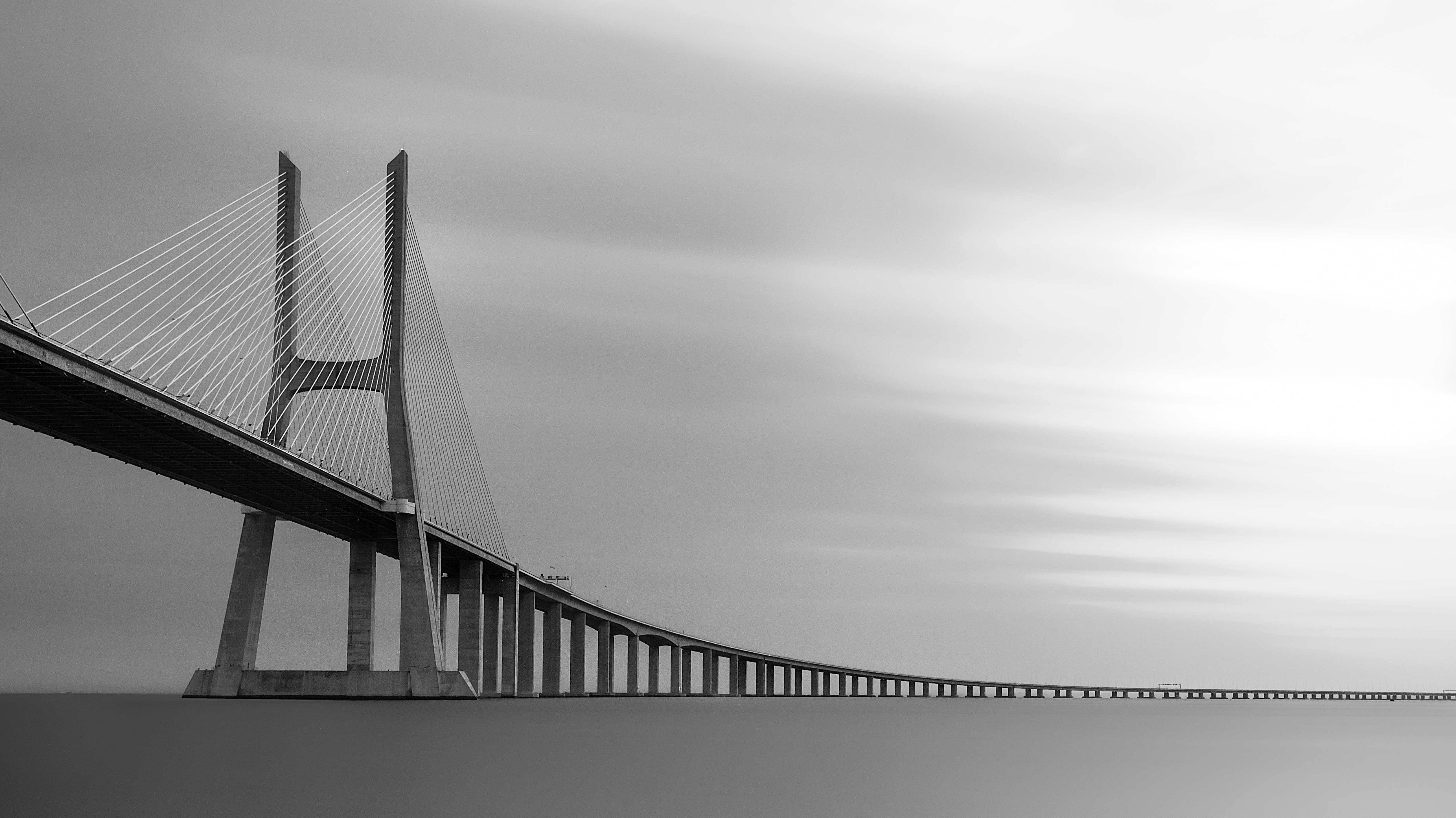

- پل بی‌اِم‌دابلیو واسکو دا گاما

#### مثال بارز از هسته اولیه
- روستای هولوکو در مجارستان-هسته اولیه روستا قلعه ای است که در اواسط قرن ۱۳ میلادی پس از گسترش امپراتوری مغول به منظور دفاع از حمله‌های احتمالی ساخته شد. و در دو قرن بعد به منطقه‌ای مسکونی تبدیل شد!

## فعالیت‌های کلی جغرافیدانان
جغرافیدانان بر اثرات محیط اطراف بر فعالیت‌های انسانی، فرهنگ و رفاه و این که مردم به نوبه خود چگونه بر محیط اطراف خود تأثیر می‌گذارند، تأکید می‌کنند. ژئوگرافی در ایران و در دوران مدرن یک علم وارداتی بوده است و پایداری و ماندگاری آن نتیجه کوشش‌های دو استاد جغرافیا محمدحسین پاپلی یزدی و محمد مهدی دهقانپور در مجله تحقیقات جغرافیایی و حسین شکویی با دو اثر ارزشمند در فلسفه جغرافیا و دیدگاه‌های نو در جغرافیای شهری و سیروس سهامی می‌باشد. جغرافیا در تعریف در میان کلیه علمای این علم مورد بحث و جدل است و هنوز یک اجماع در جغرافیا صورت نگرفته است و همواره با مطالعه تاریخ علم جغرافیا به تعاریف مختلفی برمی‌خوریم که دال بر پویایی جغرافیا است؛ ولی نکته اصلی در همه این تعاریف تکیه بر مفاهیم اصلی گیتی‌شناسی از جمله فضا، مکان، زمان، فاصله، و مقیاس است؛ بنابراین جغرافیای انسانی هم تعریف دقیقی ندارد. تنها کسانی می‌توانند در مورد تعاریف جغرافیایی اظهارنظر کنند که مقاله‌ای در سطح جهانی یا مجلات علمی و پژوهشی داشته باشند که مبتنی بر تحقیق باشد. برخی از پیشروان گیتی‌شناسی در ایران مصطفی مؤمنی و یداله فرید بودند.
نخستین شخصی که از واژهٔ «ژئوگرافی» استفاده کرد، اِراتوستن (۲۷۶–۱۹۴ پ. م) بود که شامل کلمات GEO (زمین) و GRAPHY(توصیف و ترسیم) است، او علم جغرافیا را «علم مطالعه زمین به عنوان جایگاه انسان تعریف می‌کند.»
چهار سنت تاریخی در پژوهش‌های جغرافیایی عبارت است از: واکاوی (تجزیه و تحلیل) فضایی، پدیده‌های طبیعی و انسانی (جغرافیا به عنوان بررسی‌ای دربارهٔ پراکندگی)، مطالعات منطقه‌ای (اماکن و مناطق)، مطالعهٔ انسان و رابطهٔ او با زمین و پژوهش در علوم زمین است. با این وجود، جغرافیای نوین نظم و انضباطی فراگیر است که در درجهٔ نخست به دنبال درک زمین و همهٔ پیچیدگی‌های انسان و طبیعت بوده و تنها منحصر به چیزها و جایشان نیست، بلکه در مورد آن که چگونه تغییر کرده و خواهند کرد نیز می‌باشد.
جغرافیا یا زمین‌نگاری به عنوان «پلی میان انسان و علوم فیزیکی»، به دو شاخهٔ اصلی جغرافیای انسانی و جغرافیای طبیعی تقسیم شده است. جغرافیا را می‌توان همان‌طور که ویدال دولابلاش بیان کرده علم روابط متقابل انسان و طبیعت دانست. وی بیان می‌کند که طبیعت امکان‌هایی را در اختیار انسان قرار می‌دهد و انسان براساس فرهنگش از آنها بهره‌برداری می‌کند، البته باید توجه داشت که در دهه‌های اخیر انتقادهای بسیاری به این تعریف وارد شده است و امروزه اقتصاد سیاسی، مفهوم بازساخت، اقتصاد بازار آزاد در مرکز همه تعاریف جغرافیایی قرار گرفته است.

## ریشه‌شناسی
واژه ژئوگرافیا از دو بخش تشکل شده: پیشوند ژئو به معنای زمین، و پسوند گرافی به معنای نگاری است.

## پیش‌گفتار
جغرافی‌دانان به گونه‌ای سنتی، عده‌ای نقشه‌نگار که به بررسی نام مکان‌ها و تعدادشان می‌پردازند، به نظر می‌رسند. اگر چه بسیاری از جغرافی‌دانان در مکان‌نامی (ذکر نام‌های نواحی) و نقشه‌نگاری آموزش دیده‌اند، ولی این کار پیشهٔ اصلی‌شان نیست. جغرافی‌دانان به بررسی پراکندگی فضایی و زمانی پدیده‌ها، فرایندها، ویژگی‌ها و همچنین برهم‌کنش انسان و محیط زیست او به عنوان اثر فضا و مکانِ تحت تأثیر موضوعات مختلف از جمله اقتصاد، بهداشت، آب و هوا، گیاهان و جانوران، می‌پردازند؛ از این رو جغرافیا دانشی میان‌رشته‌ای و فرا رشته‌ای است؛ بنابراین جغرافیا پیوندهای محکمی با موضوعات دیگر در علوم طبیعی و اجتماعی و نیز علوم انسانی دارد. این پیوندهای قوی به این معنی است که جغرافیا در حوزه‌های تحصیلی دانشگاهیِ مشترک یا ترکیبی (‏برای مثال، با انسان‌شناسی، باستان‌شناسی، زیست‌شناسی، علم داده، علوم زمین، اقتصاد، علوم محیطی، زمین‌شناسی، تاریخ، ریاضیات، جامعه‌شناسی، برنامه‌ریزی، سیاست) ‏یا در برنامه‌های آموزشی پودمانی به خوبی مورد مطالعه قرار می‌گیرد.
جغرافیا در یک چینش می‌تواند به‌طور گسترده به دو شعبهٔ اصلی تقسیم شود: جغرافیای انسانی و جغرافیای طبیعی. اولی تا حد زیادی بر معماری و چگونگی ایجاد فضا متمرکز است -که با انسان مشاهده و مدیریت می‌شود و نیز نفوذ او فضا و مکان به خاطر به‌کارگیری و چنگ‌اندازی‌اش به آن می‌فرساید. دومی به بررسی محیط زیست طبیعی و چگونگی به وجود آمدن و تداخل آب‌وهوا، پوشش گیاهی و چرخهٔ زیستی، خاک، آب، و ژئومورفولوژی می‌پردازد. به عنوان برآیندی از این دو زیرحوزه و با استفاده از روش‌های متفاوت، حوزهٔ سومی پدید آمده است که جغرافیای زیست‌محیطی نام دارد.

## آموزش و تحصیل
جغرافیا در بیشتر کشورهای جهان، به شکل‌های گوناگون بخشی از کل دوران آموزشی از دبستان تا دانشگاه است. جغرافیا، بسته به ماهیت نظام آموزشی، گاه به عنوان یک رشته مستقل، گاه همراه با رشته‌های دیگر (مانند تاریخ یا علوم طبیعی) و گاه به عنوان بخشی از گروه پیوسته (مانند علوم اجتماعی، یا مطالعات زیست‌محیطی) آموخته می‌شود. اما وضع جغرافیا در کل دوران آموزشی هر چه باشد به عنوان جنبه‌ای اصلی در آموزش کودکان و جوانان پذیرفته شده است. این را می‌توان نتیجهٔ سنتی طولانی دانست که برای غربی‌ها قرن‌ها سابقه دارد و پاسخی به خواسته قطعاً ذاتی انسانی است که می‌خواهد سرزمین زیستگاهی خود را -چه محیط زیست محلی او باشد یا سرزمین‌های دوردست- بشناسد. این است که در دبستان‌ها آموزش جغرافیا پیش از آموزش بسیاری دیگر از موضوع‌های اجتماعی آغاز می‌شود و با جایگاهی ممتاز در مرحله‌های مختلف آموزش توسعه می‌یابد. اما برداشت مردم از جغرافیا نسبت به گذشته تغییر چندانی پیدا نکرده است. از اینرو می‌توان گفت که این رشته تا به امروز جایگاه کاربردی خود را در جامعه بازنیافته است.
به عقیده برخی، کتاب‌های درسی جغرافیا که بر پایه یک برنامه‌ریزی منسجم و مبتنی بر نیازهای آینده تهیه می‌شوند، وظیفه خطیر تقویت «احساس هویت در جوانان نسل آینده» را بر عهده دارند و اینجاست که وظیفه برنامه‌ریزان درسی، نویسندگان کتب درسی، معلمان و دبیران به خوبی آشکار می‌گردد.

## شاخه‌های دانش جغرافیا
توسعهٔ جغرافیا باعث شده که در آن، دو شاخه اساسی پدید آید. شاخه عمومی (سیستماتیک) که در آن عناصر مختلف جغرافیا مورد بررسی قرار می‌گیرند و بیشتر اطلاعات مورد نیاز خود را از علوم طبیعی و اجتماعی می‌گیرد. درحالی‌که در شاخه دیگر آن، شاخه منطقه‌ای یا ناحیه‌ای با نواحی معین و متنوع سروکار دارد. اما این دو شاخه آنچنان‌که بر آنان تأکید می‌شود دو شاخه مجزا از هم نیستند. این دو شاخه جغرافیا انتهای دو دوره تسلسلیِ ساده جغرافیا را نشان می‌دهند که در آنها جغرافیای ناحیه‌ای و عمومی به صور مختلف در هم آمیخته‌اند.

### جغرافیای عمومی

#### جغرافیای طبیعی
جغرافیای طبیعی روی جغرافیا از نگاه علوم زمین تمرکز دارد و هدفش
درک فیزیکی سنگ‌کره، آب‌کره، هواکره، خاک‌کره و الگوهای جهانی
گیاگان و زیاگان (زیست‌کره) است. در تعریفی کامل‌تر، جغرافیای طبیعی مطالعهٔ سطح زمین و محیط نزدیک به سطح زمین است و بر توضیح فرایندها و الگوهای فضایی در آب‌سپهر (هیدروسفر)، زیست‌سپهر (بیوسفر)، هواسپهر (اتمسفر) و سنگ‌سپهرِ (لیتوسفر) زمین متمرکز است. درک رابطه بین این فرایندها و پیامدهای آن‌ها برای بشریت، موضوعات اصلی هستند.
- جغرافیای طبیعی می‌تواند به دسته‌بندی کلی زیر تقسیم گردد:

|                              |                                       |                                                                    |                                |  |
| ژئومورفولوژی (زمین‌ریخت‌شناسی) | جغرافیای کرانه (ساحل)                 | آب و هواشناسی (اقلیم‌شناسی) و دیرین آب و هواشناسی (دیرین‌اقلیم‌شناسی) | جغرافیای زیستی                 |  |
|                              |                                       |                                                                    |                                |  |
| زمین‌سنجی                     | جغرافیای زیست‌محیطی و مدیریت زیست‌محیطی | یخبندان‌شناسی                                                       | آب‌شناسی و آبنگاری              |  |
|                              |                                       |                                                                    |                                |  |
| بوم‌شناسی منظر                | اقیانوس‌نگاری                          | خاک‌شناسی                                                           | دیرین‌جغرافیا یا دیرین‌گیتی‌شناسی |  |
| [۲۲]                         |                                       |                                                                    |                                |  |
| دانش دوران چهارم (کواترنر)   |                                       |                                                                    |                                |  |

#### جغرافیای انسانی
جغرافیای انسانی شاخه‌ای از جغرافیا است که متوجه بررسی الگوها و فرایندهایی است که برهم‌کنش انسان با محیط‌های جورواجور را شکل می‌دهد، که
شامل جنبه‌های انسانی، سیاسی، فرهنگی، اجتماعی، و اقتصادی می‌باشد. در حالی که توجه عمدهٔ
جغرافیای انسانی به چشم‌انداز فیزیکی زمین نیست (نگاه کنید به جغرافیای فیزیکی) به سختی امکان‌پذیر است که هنگام بحث دربارهٔ جغرافیای انسانی، به
چشم‌اندازهای فیزیکی -که در فعالیت‌های انسان نقش بسیاری دارد- اشاره‌ای نکرد، که جغرافیای زیست‌محیطی دارد به عنوان پیوندی میان این دو پدیدار
می‌گردد. جغرافیای انسانی می‌تواند به بسیاری از مقوله‌های گسترده تقسیم شود؛ مانند:
|                       |                            |                             |                                |
| جغرافیای فرهنگی       | جغرافیای توسعه             | جغرافیای اقتصادی            | جغرافیای بهداشت و درمان        |
|                       |                            |                             |                                |
| جغرافیای تاریخ و زمان | جغراسیاست و جغرافیای سیاسی | جغرافیای مردمی و جمعیت‌شناسی | جغرافیای مذهبی                 |
|                       |                            |                             |                                |
| جغرافیای اجتماعی      | جغرافیای ترابری            | جغرافیای گردشگری            | جغرافیای شهری یا جغرافیای مدنی |
گرایش‌های مختلفی برای بررسی جغرافیای انسانی نیز در درازنای زمان به وجود
آمده و عبارت است از:
- جغرافیای رفتاری
- جغرافیای زن‌گرایانه
- نظریهٔ فرهنگ
- ژئوسوفی (گیتی‌شناسی، دانش گیتی، مطالعهٔ جغرافیا)[۲۳]

#### جغرافیای زیست‌محیطی

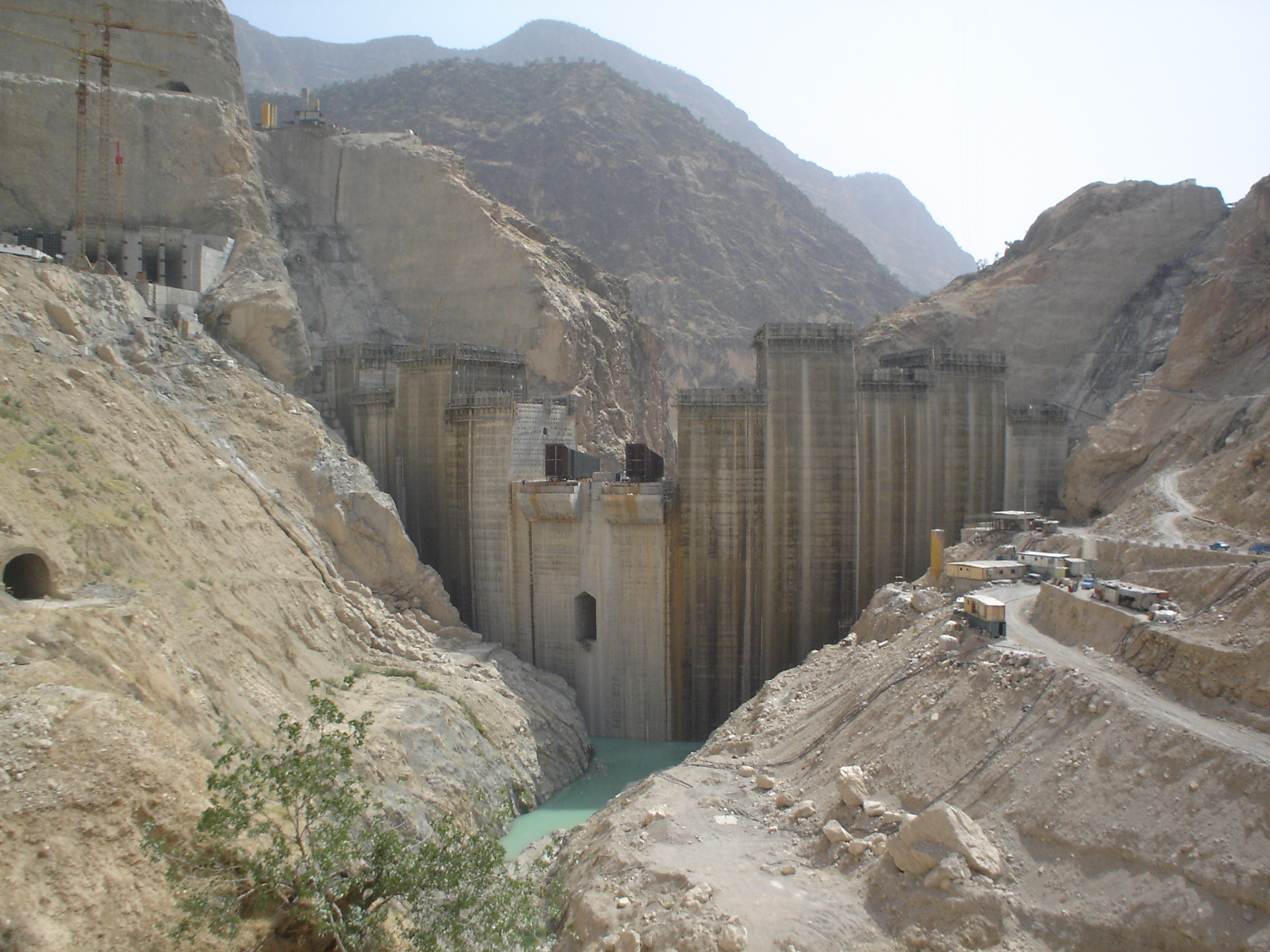
سد کارون ۴

جغرافیای زیست‌محیطی شاخه‌ای از جغرافیا است که به توصیف جنبه‌های فضایی از تعامل میان انسان و جهان طبیعی می‌پردازد و نیازمند درک درستی از جنبه‌های سنتی جغرافیای فیزیکی و انسانی، و نیز روش‌هایی که در آن جوامع انسانی محیط زیست را درک کنند، می‌باشد. جغرافیای زیست‌محیطی در جایگاه پلی میان جغرافیای انسانی و فیزیکی، و در نتیجه هم‌افزایی تخصص از این دو زیرحوزه است. علاوه بر این، هم‌بستگی انسان با محیط زیست به عنوان یک پیامد جهانی شدن و دگرگونی‌های فناوری تغییر کرده، و روی‌کرد تازه‌ای برای درک رابطهٔ پویا و تغییرات، مورد نیاز بوده است. نمونه‌هایی از زمینه‌های پژوهشی در جغرافیای زیست‌محیطی عبارت است: از مدیریت بحران، مدیریت محیط زیست، توسعهٔ پایدار، و بوم‌شناسی سیاسی.

#### دانش نقشه‌برداری

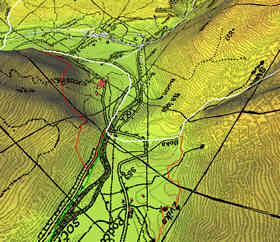
الگوی ارتفاع رقمی (دیجیتال)

علوم نقشه‌برداری شاخه‌ای از جغرافیا است که پس از انقلاب کمّی در جغرافیا در اواسط دههٔ ۱۳۳۰ خورشیدی پدید آمده است. علوم نقشه‌برداری شامل بهره‌گیری از روش‌های سنتی فضایی مورد استفاده در نقشه‌نگاری و عارضه‌نگاری (توپوگرافی) و کاربردشان در رایانه می‌باشد. دانش نقشه‌برداری با استفاده از روش‌هایی مانند سامانهٔ اطلاعات جغرافیایی (ساج) و دورکاوی (سنجش از دور) دارای حوزهٔ مشتکی گسترده با بسیاری از رشته‌های دیگر است. علوم نقشه‌برداری همچنین به باززیستی (تجدید حیات) برخی گروه‌های جغرافیایی انجامید، به ویژه در حین دههٔ ۱۳۳۰ خورشیدی و در شمال آمریکا که در آن زمینه داشت افول می‌کرد. دانش نقشه‌برداری محدودهٔ گسترده‌ای از زمینه‌های درگیر با واکاوی فضایی، از قبیل نقشه‌نگاری، سامانهٔ اطلاعات جغرافیایی (ساج یا جی‌آی‌اس)، دورکاوی و سامانهٔ موقعیت‌یابی جهانی (جی‌پی‌اس) را در بر می‌گیرد.

### جغرافیای منطقه‌ای
جغرافیای منطقه‌ای شاخه‌ای از جغرافیا است که مناطقی با هر اندازه را در سراسر کرهٔ زمین بررسی می‌کند و خصوصیت توصیفی رایجی دارد. هدف اصلی فهمیدن یا معنی کردن یکتایی یا ویژگی یک منطقهٔ خاص است که از طبیعت و عناصر انسانی شکل گرفته است. همچنین به تقسیم اراضی که شیوه‌های مناسب محدودسازی فضا به مناطق را پوشش می‌دهد نیز توجه می‌شود. جغرافیای منطقه‌ای همچنین به عنوان روی‌کردی خاص برای دانش‌آموختن در رشتهٔ علوم جغرافیایی در نظر گرفته می‌شود (مانند جغرافیای انتقادی یا کمّی)

### زمینه‌های مرتبط
- برنامه‌ریزی شهری، برنامه‌ریزی منطقه‌ای و آمایش سرزمین: استفاده از دانش جغرافیا به تعیین سرنوشت چگونگی گسترش یافتن یا نیافتن خشکی با معیارهای به‌خصوص، از قبیل ایمنی، زیبایی، فرصت‌های اقتصادی، حفاظت از میراث طبیعی یا مصنوعی و… کمک می‌کند. برنامه‌ریزی شهرها، شهرستان‌ها و مناطق روستایی ممکن است به عنوان جغرافیای کاربردی دیده شود.

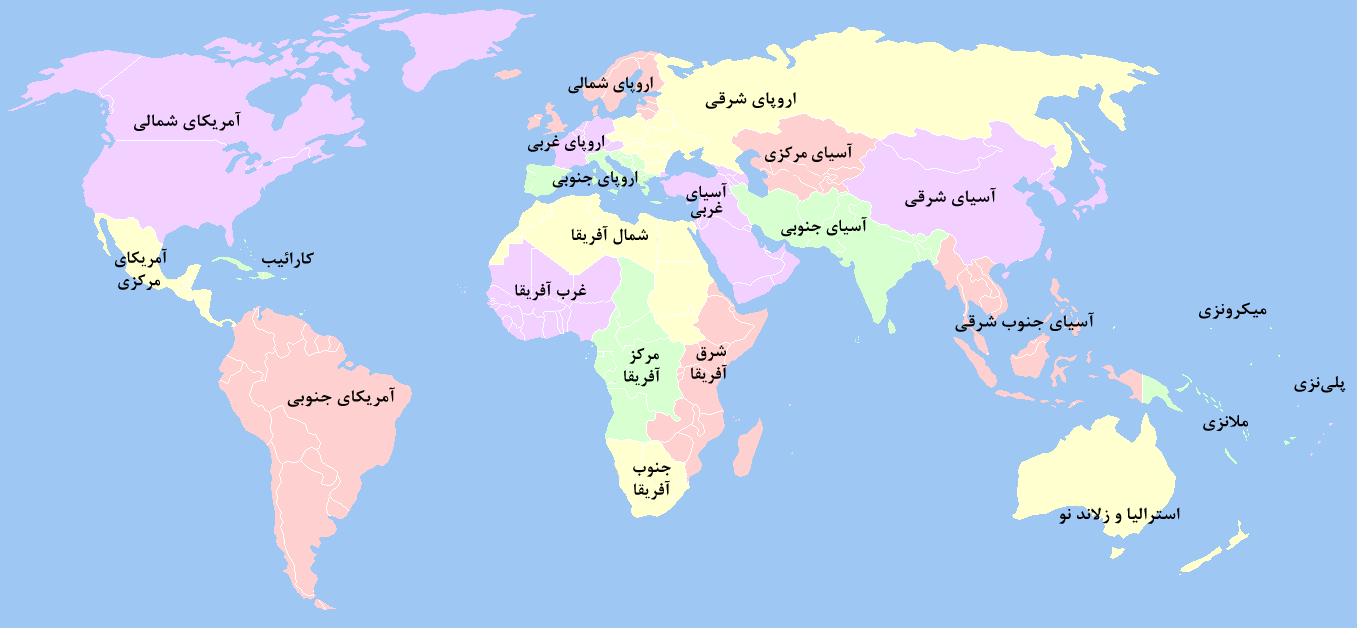
تقسیمات جغرافیایی سازمان ملل متحد

- دانش‌های محلی: در علوم دههٔ ۱۳۳۰ خورشیدی جنبشِ دانش‌های منطقه‌ای به رهبری «والتر ایسارد» به منظور ارایهٔ مبنای بیشتر کمّی و تحلیلی برای پرسش‌های جغرافیایی، در تقابل با گرایش‌های توصیفی از برنامه‌های جغرافیایی سنتی، به پا خاست. علوم منطقه‌ای شامل پیکره‌ای از دانش است که در ابعاد فضایی، نقشی اساسی ایفا می‌کند؛ مانند اقتصاد منطقه‌ای، مدیریت منابع، نظریهٔ تعیین مکان، برنامه‌ریزی منطقه‌ای و شهری، ترابری (حمل و نقل) و ارتباطات، جغرافیای انسانی، توزیع جمعیت، بوم‌شناسی دورنما (منظر) و کیفیت محیط زیست.
- دانش‌های میان‌سیاره‌ای: با این که نظام جغرافیایی به‌طور طبیعی به زمین وابسته است، دوره‌های آموزشی می‌توانند به گونه‌ای غیررسمی به شرح و بررسی دیگر جاهای کیهان، مانند سیاراتِ منظومهٔ خورشیدی و حتی فراتر از آن بپردازند. بررسی سامانه‌های بزرگ‌تر از زمین به خودی خود بخش‌هایی از اخترشناسی یا کیهان‌شناسی را شکل می‌دهد. مطالعهٔ دیگر سیارات است که معمولاً سیاره‌شناسی یا دانش‌های سیاره‌ای نامیده می‌شود. شرایط جای‌گزین از قبیل بهرام‌شناسی (زمین‌شناسی مریخ) هم پیش‌نهاد شده است، اما به‌طور گسترده استفاده نمی‌گردد.

## فنون و روش‌ها
همان‌طور که روابط متقابل فضایی کلیدهای این علوم مختصر هستند، نقشه‌ها نیز ابزاری کلیدی اند. نقشه‌نگاری سنتی با روی‌کردی تازه‌تر به واکاوی جغرافیایی، سامانه‌های اطلاعات جغرافیایی (ساج) مبتنی بر رایانه پیوسته است. در مطالعهٔ ایشان، جغرافی‌دانان از چهار روش وابسته استفاده می‌نمایند:
- سامانمند: دانسته‌های جغرافیایی را در مقوله‌هایی که می‌تواند به کاوش سراسری بپردازد، دسته‌بندی می‌کند.
- منطقه‌ای: به بررسی رابطهٔ سامانمند میان رَسته‌های منطقه‌ای خاص یا موقعیت مکان سیاره می‌پردازد.
- توصیفی: موقعیتی از سیما و جمعیت را به سادگی مشخص می‌کند.
- تحلیلی: می‌پرسد که چرا ما به دنبال سیما و ساکنان در یک منطقهٔ خاص جغرافیایی می‌گردیم.

در تمامی سطوح، جغرافیا پلی میان علوم طبیعی و اجتماعی است که دانش و مهارت‌های تخصصی خود و رویکردهای ارزشمند میان رشته‌ای مورد نیاز را برای پرداختن به مسائل جهانی از تغییر اقلیم و مهاجرت گرفته تا تغییر محیط‌زیست و انسجام اجتماعی فراهم می‌آورد. جغرافیا از روش‌های کلّی کمّی و کیفی و نیز روش‌ها و ابزارهای خاص جغرافیایی مانند نقشه‌کشی، سیستم‌های اطلاعات جغرافیایی (‏GIS)‏ و سنجش از راه دور استفاده می‌کند. همچنین، این رشته دارای سنت قوی کار میدانی است و دوره‌های میدانی در بسیاری از واحدهای درسی ارائه‌شده گنجانده شده‌اند. این مهارت‌ها به همراه هم، پایه‌ای قوی برای «اشتغال‌پذیری»، «یادگیری برای تمام عمر» و ایجاد «تفاوت مثبت» در جهان فراهم می‌کنند.

### نقشه‌نگاری

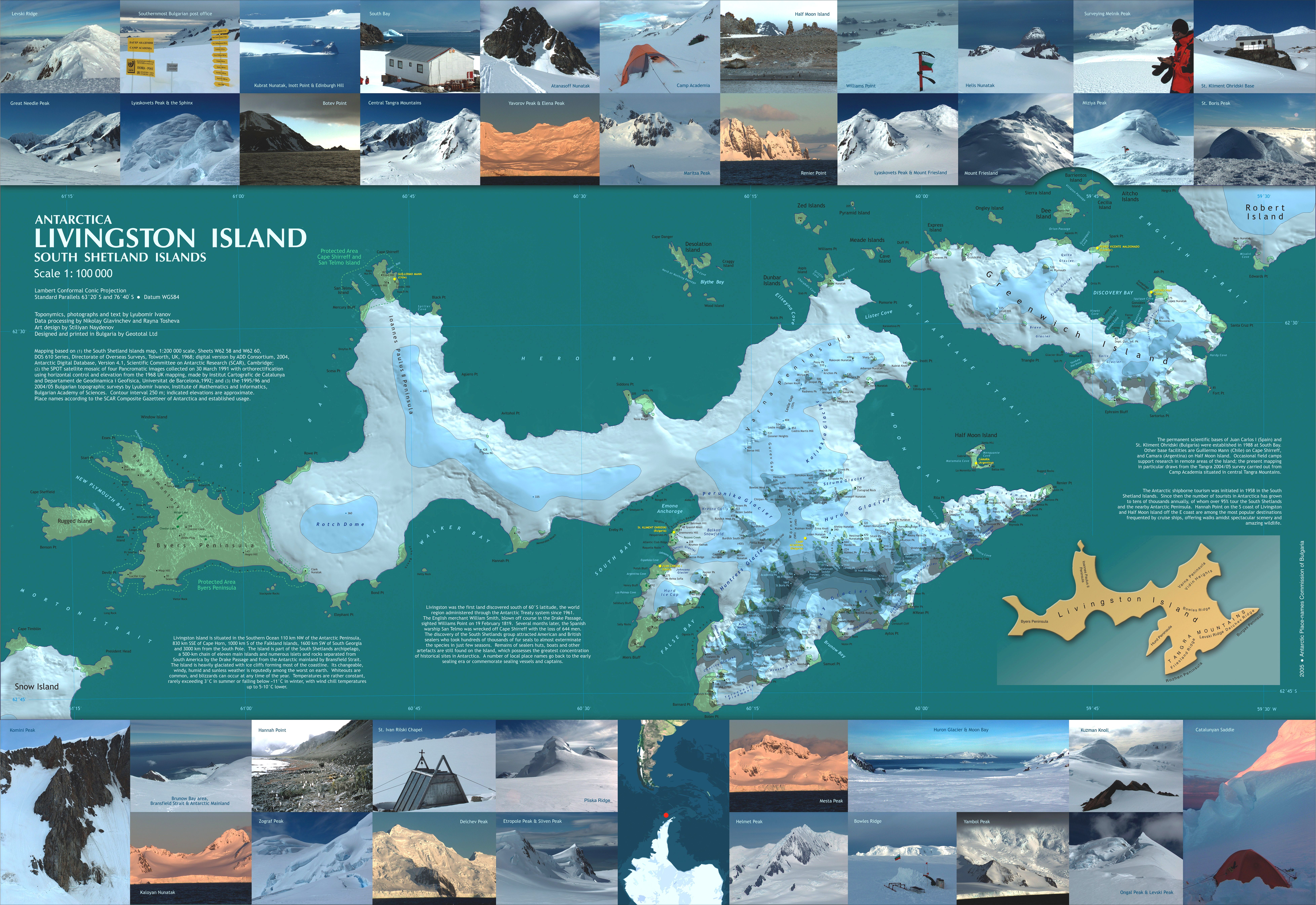
نقشهٔ مصور برجسته

نقشه‌نگاری نمایش سطح زمین با استفاده از نمادهای انتزاعی است (نقشه‌سازی). اگرچه زیررشته‌های دیگر جغرافیا برای ارایهٔ تجزیه و تحلیل‌هایشان به نقشه‌ها تکیه می‌کنند، ولی ساخت واقعی نقشه‌ها به اندازهٔ کافی مجرد هست که بتوانیم جداگانه در نظر بگیریمش. نقشه‌نگاری از گردهمایی پیش‌نویس فنون به صورت دانش واقعی سر برآورده است. نقشه‌کشان باید روان‌شناسیِ شناختی و کارپژوهی (ارگونومی) را بیاموزند تا بفهمند چه نمادهایی بیشترین اثر را در جابه‌جایی اطلاعات زمین دارا است، و روان‌شناسی رفتاری را بیاموزند تا کسانی را که از نقشه‌هایشان استفاده می‌کنند را به اثرپذیری از اطلاعات وادارند. ایشان باید زمین‌سنجی و ریاضیات نسبتاً پیش‌رفته را یاد بگیرند تا بدانند چگونه شکل زمین بر واپیچش (اعوجاج) نمادهای پیش‌دیدهٔ نقشهٔ هموار برای مشاهده تأثیر می‌گذارد. بی‌جنجال می‌توان ادعا کرد که نقشه‌نگاری دانه‌ای است که از کشتزار بزرگ‌تر جغرافیا رُسته است. بیشتر جغرافی‌دانان بیان خواهند کرد که شیفتگی دوران کودکی به نقشه‌ها در حقیقت پیش‌گویی گرایش ایشان به این زمینه بوده است.

### سامانهٔ اطلاعات جغرافیایی

نقشهٔ برداری‌ای ساده، استفاده از عناصر برداری: نقاط چاه، خطوط رودخانه و چنربر دریاچه

سامانه اطلاعات جغرافیایی (جی‌آی‌اس) به جمع‌آوری اطلاعات پیرامون زمین، برای بازیابیِ خودکار توسط یک رایانه، با دقتی مناسب به منظور توختن (کسب) اطلاعات، رسیدگی می‌کند. افزون بر زیررشته‌های دیگر جغرافیا، کارآزمودگان سام باید با علوم رایانه و سامانه‌های دادگانی (پایگاه‌داده‌ای) آشنا باشند. سامانهٔ اطلاعات جغرافیایی انقلابی در زمینهٔ نقشه‌نگاری ایجاد کرد؛ هم‌اکنون تقریباً تمام نقشه‌سازی را با کمک گونه‌ای از نرم‌افزار سام انجام می‌دهند. همچنین سامانه اطلاعات جغرافیایی دانش بهره‌گیری از نرم‌افزار و فنون آن را برای نمایش، واکاوی و پیش‌بینی روابط فضایی هدایت می‌کند. در این زمینه، «جی‌آی‌اس» به معنی «دانش اطلاعات جغرافیایی» می‌باشد.

### دورکاوی (سنجش از دور)
دورکاوی یا سنجش از دور، دانش به‌دست‌آوردن اطلاعات در مورد ویژگی‌های زمین از طریق اندازه‌گیری‌های از دور می‌باشد. داده‌های دورکاویده در اشکال مختلف مانند تصاویر ماهواره‌ای، عکس‌های هوایی و داده‌های به‌دست‌آمده از حسگرهای دستی، تولید می‌شود. جغرافی‌دانان به منظور: الف) عرضهٔ اطلاعات متنوع در نوعی از پیمانه‌های فاصله‌ای (محلی به جهانی)، ب) گردآوردن نگرشی اجمالی از ناحیهٔ مورد علاقه، پ) دسترسی به پایگاه‌های دوردست یا بیرون از دسترس، ت) فراهم ساختن اطلاعات طیفی نامریی طیف الکترومغناطیس، و ث) آسان کردن بررسی چگونگی تغییر سیما و ناحیه‌ها در درازای زمان، به‌طور فزاینده از داده‌های دورکاویده برای به‌دست‌آوردن اطلاعات در مورد سطح زمین، اقیانوس‌ها و هواکره استفاده می‌کنند. داده‌های دروکاویده ممکن است آزادانه، یا پیوسته با دیگر لایه‌های داده‌های رقمی واکاوَند (مثلاً در یک سامانهٔ اطلاعات جغرافیایی) تحلیل شود.

### روش‌های کمّی جغرافیا
زمین‌آمار با واکاوی داده‌های کمی به ویژه استفاده از روش آماری جهت یابش پدیده‌های جغرافیایی، سر و کار دارد. زمین‌آمار همه‌جا و در زمینه‌های گوناگون استفاده شده است، از جمله: آب‌شناسی، زمین‌شناسی، ژئومورفولوژی (زمین‌ریخت‌شناسی)، اکتشاف نفت، واکاوی آب‌وهوا، برنامه‌ریزی شهری، آمایش و همه‌گیرشناسی. پایهٔ ریاضی زمین‌آمار از تحلیل خوشه‌ای، واکاوی تفکیک کنندهٔ خطی و آزمون آماری نافراسنجی (غیرپارامتری)، و موضوعات دیگر برگرفته شده است. کاربردهای زمین‌آمار به شدت در سامانه‌های اطلاعات جغرافیایی استفاده می‌شود، به خصوص برای درون‌یابی نقاط نسنجیده. جغرافی‌دانان سهم به‌سزایی در روش‌های فنون کمّی نشان دادند.

### روش‌های کیفی جغرافیا
روش‌های کیفی جغرافیایی یا قوم‌نگاشتی؛ روش‌های پژوهش، را بشرجغرافی‌دانان استفاده می‌کنند. در جغرافیای فرهنگی، به‌کارگیری فنون پژوهش کیفی، سنتی است که نیز در مردم‌شناسی و جامعه‌شناسی از آن استفاده می‌کنند. مشاهدهٔ همراه با مشارکت و مصاحبه‌های عمقی و موشکافانه، داده‌های کیفی را برای بشرجغرافی‌دانان فراهم می‌کند.

## تاریخچهٔ جغرافیا

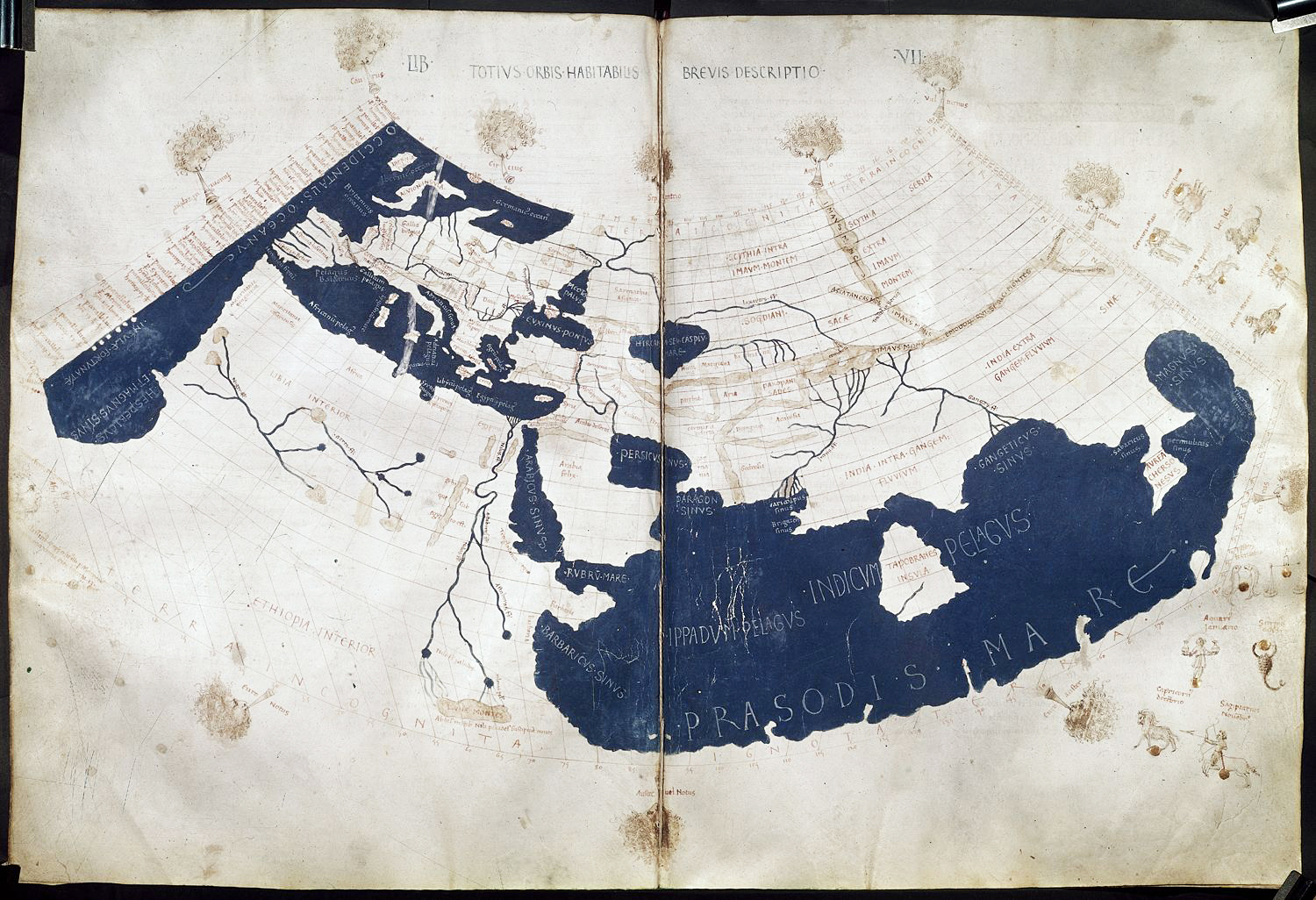
نقشهٔ جهان باز ساختهٔ بتلمیوس از جغرافیای بتملیوسی در سدهٔ هشتم/نهم خورشیدی

جغرافیا در طول تاریخ خویش تحول یافته و اشکال گوناگون به خود گرفته است. برخی نتایج توسعه و گسترش این علم، قابل تشخیص است. کشف سرزمین‌های نو و نقشه‌کشی بعد از توصیفات تجربی و تحلیل و ترکیب مطالب و اطلاعات به‌دنبال توضیحات، و بالأخره تعریف و پیشگویی یکی پس از دیگری آمده‌اند.
این اندیشه از آناکسیماندر (۱۲۳۱/۳۲ – ۱۱۶۶/۶۷ سال پیش از هجرت)، که واپسین نویسندگان یونانی به بنیان‌گذار واقعی جغرافیا مطرحش نمودند-، از طریق پاره‌ای از بازگویی‌های جانشینان او به ما رسیده است. آناکسیماندر را به نوآوری شاخص‌ها (ابزار ساده و کارآمد یونانی که اندازه‌گیری اولیه از عرض جغرافیایی را انجام داد) می‌شناسند. تالس و آناکسیماندر همچنین به پیش‌گویی گرفت‌ها معروف اند. شالودهٔ جغرافیا را می‌توان در فرهنگ‌های دیرینه، از قبیل چین باستان، سده‌های میانه و دوران باستان ردیابی کرد. یونانیان نخستین بار جغرافیا را با هر دو سرفصل هنر و دانش یافته‌بودند و این را با نقشه‌نگاری، فلسفه، ادبیات و ریاضیات به دست آورده‌اند. بحث‌های گرمی دربارهٔ این که نخستین بار کی داوی کرد که زمین گرد می‌باشد، هست؛ که به اعتبار یا مراجعه به پارمنیدس، فیثاغورث یا اناکساغورث می‌شود گفت هر کدامشان با بهره‌گیری از توضیح گرفت‌ها توانست ثابت کند که زمین گرد است. با این وجود، او همانند بسیاری از معاصرانش بازهم باور داشت که زمین یک لوح هموار است. یکی از نخستین برآوردهایی که شعاع زمین را تخمین می‌زند را اراتوستن به جا هشتهاست.
نخستین سامانهٔ خیلی دقیق خطوط دستگاه مختصات جغرافیایی به هیپارخوس (ابرخس) منسوب است. او دستگاه مبنای شصت‌تایی را به کار بست که از ریاضیات بابلی برگرفته شده‌بود. وی مدارها و نصف النهارها را به °۳۶۰، و هر درجه به '۶۰ تقسیم‌بندی کرد. او برای اندازه‌گیری طول جغرافیایی در محل‌های مختلف روی زمین، پیشنهاد کرد از گرفت‌ها برای تعیین اختلاف زمانی نسبی استفاده کنند. نقشه‌کشی گستردهٔ رومیان به خاطر کاوش‌هایشان در زمین‌های جدید، بعدها سطح بالای اطلاعاتی‌ای را برای بتلمیوس به منظور ساخت اطلس‌های مو شکافانه گرد هم آورد. وی با استفاده از دستگاه شبکه‌ای روی نقشه‌هایش و اتخاذ طول ۹۰/۹۲ کیلومتر به ازای هر درجه، کار هیپارکوس را پیش‌برد.

### جغرافیا درایران باستان

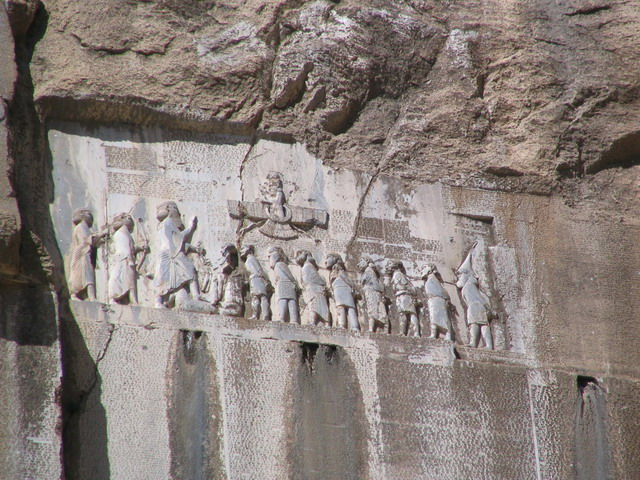
سنگ‌نبشته بیستون

از بررسی و تحقیق ایرانیان قدیم در جغرافیا اطلاع زیادی در دست نداریم. قدیمی‌ترین سندی که در این باره موجود است قسمت‌های بازمانده اوستا است که در پاره‌ای از بخش‌های آن اشاره‌هایی به وضع یا نام برخی سرزمین‌ها و دریاها و کوه‌ها و رودها رفته و در فرگرد یکم کتاب وندیداد از شانزده کشور آفریدهٔ اهورامزدا سخن به میان آمده است، ولی چون قسمت‌های علمی اوستا از میان رفته است در این باره بیش از این اطلاعی به دست نمی‌آید. پس از آن در سنگ نبشتهٔ بغستان (بیستون) به نام کشورهایی که داریوش می‌گوید بر آن‌ها فرمانروایی داشته‌ام برمی‌خوریم و از همین قبیل اطلاعات مختصر و جزئی در برخی از نوشته‌های یونانیان نیز مشاهده می‌شود. از روزگار ساسانیان نیز علاوه بر آنچه جسته‌گریخته در ضمن بعضی از کتب آن دوران آمده و به دست ما رسیده ‚ کتاب مستقل شهرستان‌های ایرانشهر که در آن نام و شرح مختصر شهرهای ایران و برخی از روایات افسانه‌ای دربارهٔ آن‌ها آمده، در دست است و به فارسی نیز ترجمه شده است.

### جغرافیا در تمدن اسلامی

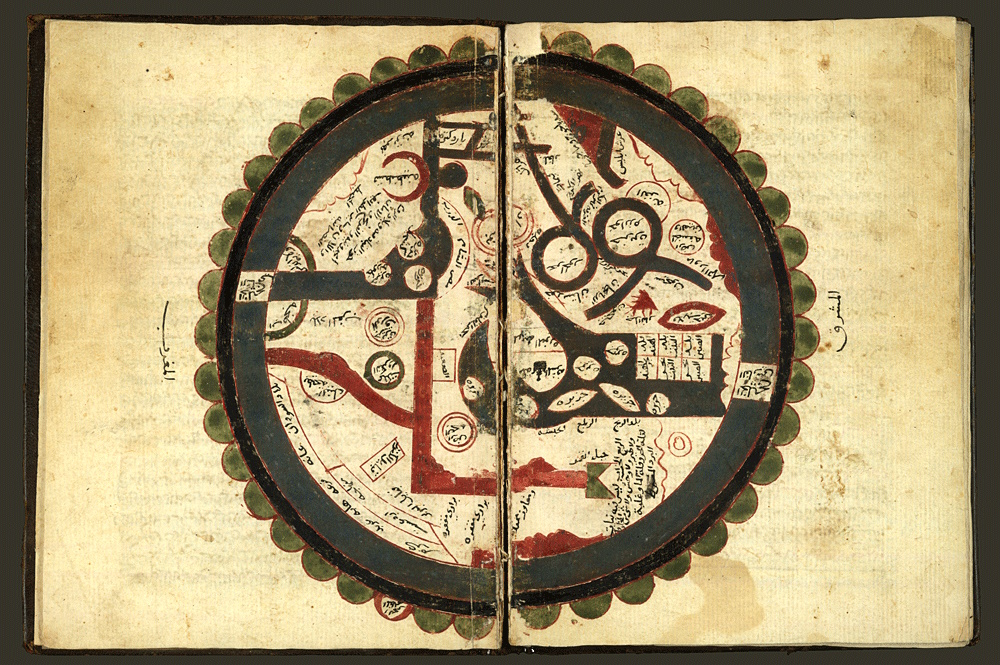
نقشه جهان ابن وردی، رونوشتی از نسخهٔ خطی سدهٔ دهم یا یازدهم خورشیدی

در خلال سده‌های میانه، سرنگونی فرمانروایی روم به تغییر در روند تکامل جغرافیا از اروپا به جهان اسلام انجامید. جغرافی‌دانان مسلمان مانند شریف ادریسی نقشه‌های مبسوط جهان (از قبیل کتاب‌الرجاری) را درست کردند، در حالی که جغرافی‌دانان دیگر مانند یاقوت حموی، ابوریحان بیرونی، ابن بطوطه و ابن خلدون حساب دقیقی از سفرهایشان و جغرافیای مناطقی که دیده بودند، دست و پا کردند. محمود کاشغری جغرافی‌دان ترک، نقشهٔ جهان را بر پایهٔ یک زبان کشید، و بعد از او پیری رئیس این کار را انجام داد (نقشهٔ پیری رئیس). افزون بر این، دانشمندان مسلمان کارهای پیش از رومیان و یونانی‌ها را ترجمه و تفسیر نمودند، و بیت الحکمه را به این منظور در بغداد راه انداختند. ابو زید بلخی دانشمند ایرانی، در آغاز از نقشه‌برداری زمینی در بغداد، مدرسهٔ بلخ را درون بلخ بنیان نهاد. «سهراب» جغرافی‌دان مسلمان در میانه‌های سدهٔ چهارم خورشیدی، سرگرم کتابی بود دربارهٔ مختصات جغرافیایی، حاوی دستورالعمل برای ساخت نقشهٔ مستطیلی جهان، با طرح نمایش تصویر استوانه‌های هم‌فاصله. در اواخر سدهٔ چهارم و اوایل سدهٔ پنجم خورشیدی، ابن سینا علل زمین‌شناختی کوه‌ها را در کتاب شفا (۴۰۵/۶ خورشیدی) برانگاشت.

#### ابوریحان بیرونی
ابوریحان بیرونی (۳۵۲–۴۲۷ خورشیدی) نخستین بار طرح نمایش تصویرِ هم‌سمتِ (سمت در برابر ارتفاع در دستگاه نجومی) دارای مسافت مساوی قطبی را از کره آسمان شرح داد. هنگامی که پای نقشه‌برداری شهرها و اندازه‌گیری فواصل میانشان وسط می‌آمد، او به عنوان ماهرترین فرد شناخته‌شده‌بود که در شهرهای بسیاری در خاور میانه و شبه‌قارهٔ هند این کار را انجام داده‌بود. وی همچنین به هنگام اندازه‌گیری ارتفاع کوه‌ها، ژرفای دره‌ها و پهنای افق فنون مشابه را گسترش بخشید، و موضوع جغرافیای انسانی و سکنه‌پذیری سیارهٔ زمین را مطرح نمود. وی مسکونی بودن تقریباً یک چهارم از سطح زمین برای بشر را برانگاشت؛ همچنین عرض جغرافیایی کاث (کاج، کاظ یا کات، از شهرهای دیرینهٔ در خوارزم) را با استفاده از بیشینهٔ بلندای خورشید محاسبه کرد، و معادله‌های پیچیدهٔ زمین‌سنجشی را به منظور محاسبهٔ دقیق محیط زمین واگشود، که به اندازه‌های امروزین محیط زمین خیلی نزدیک بود. او شعاع زمین را ۶۳۳۹٬۹ کیلومتر برآورد که تنها ۸/۱۶ کیلومتر کمتر از مقدار کنونی ۶۳۵۶٬۷ کیلومتر می‌باشد. در مقایسه با پیشینیانی که محیط زمین را با نشانه‌روی هم‌زمان خورشید از دو محل مختلف اندازه گرفتند، بیرونی روش تازه‌ای را بر پا کرد که با استفادهٔ محاسبات مثلثاتی بر پایهٔ زاویهٔ میان یک دشت و بر فراز کوه بود -که اندازه‌گیری‌های دقیق‌تری از محیط زمین را نتیجه داد- و انجام این کار را با یک شخص برای اندازه‌گیری از یک موقعیت انجام‌پذیر ساخت. او همچنین بررسی‌ای از طرح نمایش تصویر نقشه، نقشه‌نگاری، منتشر کرد که شامل روشی برای نمایش نیم‌کره در صفحه بود.
جرجی زیدان در تاریخ تمدن اسلام ذیل جغرافیا می‌آورد: «لفظ جغرافی می‌رساند که این علم را عرب وضع نکرده اما چون جغرافی به تاریخ مربوط است و چون عرب‌ها به واسطهٔ مقتضیات شریعت اسلام پیش از ترجمهٔ جغرافی به زبان عربی کتاب‌هایی در توصیف راه‌ها و شهرها نگاشته‌اند، لذا در این‌جا از جغرافی اسلامی هم اسمی می‌بریم.»

### جغرافیا پس از اسلام

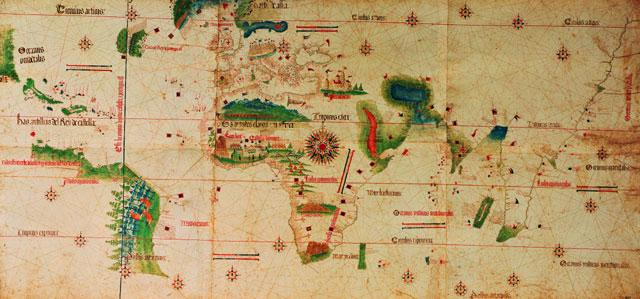
نقشه جهان کانتینو، نخستین نقشه‌ای از جهان که یافته کریستف کلمب را می‌نماید.

عصر کاوش اروپا در سده‌های نهم و دهم و یازدهم، جایی که یابندگان اروپایی همانند کریستف کلمب، مارکوپولو و جیمز کوک بسیاری از زمین‌های جدید را یافتند و محاسبه کردند، اشتیاقی تازه برای ریزه‌کاری‌های دقیق جغرافیایی، و شالودهٔ نظریه‌های خام در اروپا باز زنده شد. مشکلی که با جغرافی‌دانان و کاوشگران روبه‌رو شد، پیدا کردن طول و عرض یک مکان جغرافیایی بود. اگرچه مشکل عرض جغرافیایی مدت‌ها پیش حل شده‌بود، ولی طول جغرافیایی همچنان بازمانده بود؛ توافق بر سر نصف‌النهار صفر درجه تنها بخشی از مشکل بود. جان هریسون با نوآوری زمان‌سنج اچ۴ در سال ۱۱۳۸/۹ خورشیدی مشکل حل کرد، و بعداً در سال ۱۲۶۳در فراهمایی جهانی مریدین، نصف‌النهار گرینویچ به عنوان نصف النهار صفر اتخاذ شد.
جغرافیا در سده‌های دهم و یازدهم و دوازدهم خورشیدی به عنوان یک زمینهٔ دانشی جدا به رسمیت شناخته و بخشی از برنامهٔ درسی دانشگاه‌های اروپا به‌ویژه پاریس و برلین شد. گسترش بسیاری از جوامع اطلاعاتی جغرافیایی در سده‌های دوازدهم و سیزدهم خورشیدی بر پایهٔ جامعهٔ اطلاعاتی جغرافیایی، انجمن جغرافیایی پادشاهی (بریتانیا) در سال ۱۲۰۸/۹ خورشیدی، جامعه جغرافیایی روسیه در سال ۱۲۲۳/۴ خورشیدی جامعه جغرافیایی آمریکا در ۱۲۲۹/۳۰ خورشیدی و انجمن جغرافیای ملی (آمریکا) در سال ۱۲۶۶/۶۷ خورشیدی، در سال ۱۱۹۹/۲۰۰ خورشیدی نمایان شد. اثرگذاری امانوئل کانت، الکساندر فون همبولت، کارل ریتر و پول ویدال دلا بلاش را می‌توان نقطه عطف اصلی جغرافیا در انتقال از فلسفه به علم دانست.
طی دو سدهٔ گذشته، پیشرفت در فناوری مانند رایانه، به گسترش علوم نقشه‌برداری و راه و رسمی تازه انجامید، همانند مشاهدهٔ همراه مشارکت و زمین‌آمار که این شیوه‌های تازه در جغرافیای امروزی به کار رفته است. در غرب در طول سده‌های سیزدهم و چهاردهم، نظم و انضباط جغرافیا دست‌خوش چهار مرحلهٔ اساسی شد: جبر محیط زیست، جغرافیای منطقه‌ای، انقلاب کمّی و جغرافیای انتقادی. پیوند میان‌رشته‌ای نیرومند میان جغرافیا و علوم زمین‌شناسی و گیاه‌شناسی و همچنین دانش اقتصاد، جامعه‌شناسی و مردم‌نگاری نیز تا حد زیادی افزایش یافته، به‌ویژه به عنوان پیامد سامانهٔ دانش زمین که در پی درک جهان در یک دید کلی‌نگر می‌باشد.

## دامنه جغرافیا
علم جغرافیا از آغاز تاکنون بیشتر از لحاظ هدف توضیح داده شده تا در مورد گنجایش و حدود و ثغور مشخص آن. جغرافیا با گستردگی موضوعی مشخص می‌شود که روابط بین جنبه‌های فیزیکی (طبیعی) و انسانی فضا، محیط و چشم‌اندازها (مناظر) را بررسی می‌کند. از سویی دیگر، ترکیب علوم طبیعی و اجتماعی، مهارت‌های داده و کاربردهای دنیای واقعی، جغرافیا را به یک موضوع بسیار مرتبط برای مطالعه و همراهی کامل با هر رشته علوم انسانی، هنری یا علمی دیگر تبدیل کرده است.

## ضرورت دانش جغرافیا
با افزایش جمعیت و افزایش فشار بر سیستم‌های زمین، هیچ وقت زمان بهتر یا مهمتری برای مطالعهٔ جغرافیا نبوده است. با پیچیده‌تر شدن جهان در نتیجه جهانی شدن، بهبود فناوری‌های حمل و نقل و ارتباطات، تغییر در سیستم‌های طبیعی، و افزایش همکاری و تعارض نیاز به دانش جغرافیایی، مهارت‌ها و چشم‌اندازهای فکری در میان مردم جهان افزایش می‌یابد. اساساً جامعهٔ انسانی سیستم‌های طبیعی را در مقیاس جهانی و محلی با پیامدهای غیرقابل‌پیش‌بینی برای مردم و محیط‌زیست تغییر می‌دهد. کار جغرافیدانانِ برنامه‌ریز درک این سیستم‌ها را برای ترویج سیاست مبتنی بر علم بهبود می‌بخشد. پس با توجه به اهمیت روزافزون مسائل و مباحثی مانند تغییر آب و هوا، مهاجرت، تخریب محیط‌زیست، اپیدمیولوژی فضایی و نابرابری‌ها، جغرافیا یکی از مرتبط‌ترین دوره‌هایی است که افراد و دانشجویان می‌توانند برای مطالعه و تحصیل انتخاب کنند.

### آینده شغلی
صدها شغل وجود دارد که نیاز به دانش و مهارت در زمینه جغرافیا دارند و تنوع فرصت‌های شغلی در دسترس فارغ‌التحصیلان جغرافیا هر سال همچنان در حال افزایش است. در ایران، با وجود سابقه جذب تعداد قابل توجهی از دانش‌آموختگان جغرافیا در چندین سمت شغلی اما در کل به‌لحاظ شغلی از وضعیت خوبی برخوردار نیست.

## جغرافیا و برنامه‌ریزی
برنامه‌ریزی با خصلت و ماهیت دانش جغرافیا همبستگی کامل دارد و یکی از دستاوردهای بدون شک ۷۰ سال اخیر، رابطهٔ رو به رشد و عمیق بین جغرافیا و برنامه‌ریزی بوده است. بیشتر جغرافیای معاصر مربوط به شناسایی شواهدی از تغییر و تحولات مداوم در ساختار و سازمان است که جغرافیاهای جدید قرن بیست و یکم را ایجاد می‌کند: جغرافیای یک جهان پست مدرن. چنین جغرافیاهایی برای حرفه‌ای مانند برنامه‌ریزی با منطق آن در جهت منافع عمومی و برای آن جغرافیدانانی که در حال حاضر حوزهٔ وسیعی از زمینه‌های مشترک با برنامه‌ریزان را در اختیار دارند اهمیت خاصی دارند. این عرصه لزوماً شامل هم کسانی است که درک جغرافیایی آن‌ها می‌تواند به عمل برنامه‌ریزی بهتر کمک کند و هم کسانی که به دنبال درک چگونگی تأثیر برنامه‌ریزی بر توزیع فضایی فعالیت‌های اجتماعی و اقتصادی هستند: جغرافیا برای برنامه‌ریزان و برنامه‌ریزی برای جغرافیدانان (geography for planners and planning for geographers). در کل، اگر چه شاید اغراق باشد، اما وظیفهٔ جغرافیا برنامه‌ریزی است. جغرافیا با ویژگی کل‌گرا و منطقه‌گرای خویش، می‌تواند مدّعی دانش برنامه‌ریزی برای جهان پیچیده کنونی و آینده ما باشد و شاید بیش از هر دانش دیگر شایستگی آن را دارد.

### پیشینه
ایده الحاق و انجام مطالعات قِسم ویژه و اعظمی از مباحث برنامه‌ریزی (ِتوسعه) به دانش جغرافیا، به سال ۱۹۳۸ در انگلستان و کنفرانس سالانه انجمن جغرافیایی برمی‌گردد. کنفرانس‌های سالانه انجمن جغرافیایی معمولاً موضوعی مربوط به علایق رئیس خود در حال حاضر را دارد، ولی از آنجا که در انتخاب روسا، انجمن خود را محدود به جغرافیدانان دانشگاهی نمی‌کند، خدمت شایانی برای موضوع اغلب با وارد کردن یک دیدگاه جدید انجام می‌شود. آن سال، نکتهٔ کلیدیِ کنفرانسِ برگزار شده در مدرسهٔ اقتصاد لندن در ۶–۴ ژانویه، نقشی بود که جغرافیا می‌تواند در برنامه‌ریزی ایفا کند. نطق ریاست، که توسط پاتریک ابرکرومبی، استاد برنامه‌ریزی شهری کالج دانشگاهی لندن ایراد شد، تحت عنوان «جغرافیا، پایه برنامه‌ریزی» (Geography, the Basis of Planning) بود و یک سمپوزیوم در مورد شهر و برنامه‌ریزی روستایی، مهم‌ترین موضوع مجزا در این برنامه شد. ابرکرومبی به عنوان نقطهٔ شروع کار، سه‌گانه معروف «مکان، کار، مردم» (place, work, folk) را انتخاب کرد؛ که در این میان جغرافیا (مکان) نشان‌دهنده اساس برنامه‌ریزی، تجارت (‏یا کار) هسته برنامه‌ریزی، و مردان و زنان (‏یا مردم) ‏هدف برنامه‌ریزی بودند. اما پس از آن توماس والتر فریمن استاد جغرافیای دانشگاه ویکتوریای منچستر به‌طور متقاعدکننده‌ای زمینه جغرافیایی برنامه‌ریزی را نشان می‌دهد و به صورت رسمی نخست آنها را در کتاب «جغرافیا و برنامه‌ریزی» (Geography and Planning) آورده است که ابتدا در سال ۱۹۵۸ دانشگاه هاچینسون آن را منتشر کرد. وی از نمونه‌های عینی وام گرفته شده از جغرافیای روستایی، شهری و صنعتی بریتانیا برای توسعهٔ جنبه‌های جغرافیایی مشکلات برنامه‌ریزی شهر استفاده می‌کند. همچنین همان جغرافیای منطقه‌ای، و بسیاری از مطالعات موردی محلی که وی دانشجویان خود را بدان تشویق می‌کرد، نیز منابع داده ضروری را بر این اساس فراهم کردند. در نتیجهٔ گسترش ده چندان حرفهٔ برنامه‌ریزی، دانشمندان علوم اجتماعی که اکثر آنها به عنوان جغرافیدان آموزش دیده بودند، از معماران، نقشه‌برداران و مهندسانی که این حرفه را ایجاد کردند پیشی گرفتند. به‌طور کلی تصدیق می‌شود که جغرافیا راه را برای نفوذ علوم اجتماعی به برنامه‌ریزی باز کرد و تقریباً انحصار حرفه‌های طراحی را شکست. چرا که در اوایل قرن بیستم حرفهٔ نوپای برنامه‌ریزی تحت تسلط معماران و مهندسان بود. از زمان تصویب قانون برنامه‌ریزی شهری و کشوری سال ۱۹۴۷، سنت تحقیق برای برنامه‌ریزی، که توسط افرادی مانند دادلی استامپ و جورج هِنری دِیش آغاز شد، توسط بسیاری از جغرافیدانان برجسته، به ویژه پیتر هال، با قدرت دنبال شده است. از آنجا که برنامه‌ریزی در بسیاری از جوامع درگیر سؤالاتی در مورد استفاده از زمین بود (‏و در بسیاری از موارد هنوز هم هست)‏، تأثیر آن ایجاد اشتغال برای فارغ التحصیلان جغرافیا در برنامه‌ریزی بود. موقعیت‌های شغلی با عنوان «برنامه‌ریز»، به‌ویزه از اواخر دهه ۱۹۶۰ و اوایل دهه ۱۹۷۰، در میان دانشجویان جغرافیا، به عنوان شغل محبوب مطرح شد و روش‌شناسی جدید دانش جغرافیا در راه تثبیت ارزش‌های کاربردیِ قابل توجه گام برداشت.

### محورها

#### برنامه‌ریزی محیطی
علوم محیطی یک موضوع چندرشته‌ای است که در آن فرایندهای کنترل‌کننده و اثرگذار بر طیف گسترده‌ای از زیستگاه‌ها، اکوسیستم‌ها و محیط‌های روی زمین بررسی می‌شود. در علوم محیطی، فعال و برنامه‌ریز، در فرایندهای طبیعی و انسانی مؤثر بر محیط طبیعی جهانی و متأثر از آن تأمل داشته؛ دانش و مهارت‌های لازم را برای کمک به ساخت آینده‌ای پاک‌تر و پرداختن به چالش‌های بزرگِ پیش روی بشریتِ موجود در زمین کسب کرده است. جغرافیا یکی از مهم‌ترین رکوردهای (سوابق) محیطی (زیست‌محیطی) است که ما داریم. درک تغییرات زمانی و فضایی بخش کلیدی یادگیری جغرافیایی است و جغرافی‌دانان شروع به در نظر گرفتن روندهای طولانی مدتی کرده‌اند که جهان پیرامون ما را شکل داده‌اند. این یک ثبت و گزارش غنی، دقیق و بلندمدت است از این که محیط در حال حاضر و در گذشته چگونه به نظر می‌رسد. مثلاً مطالعات مدیریت و برنامه‌ریزی حوضهٔ رودخانه‌ها شامل مطالعات وضع گذشته و پیش‌بینی اوضاع آینده حوضه‌های رودخانه‌ها است. زیرا اکوسیستم‌ها در طول تاریخ بشر مشکل گرفته و تکامل یافته و اگر انسان به صورت نامناسب از محیط بهره‌برداری کرده باشد، آنها را بر پیکره خود دارد. این، هر روز که می‌گذرد، داده‌های بیشتری برای برداشت، تحلیل و توضیح ایجاد می‌کند و در عین حال، تاریخ محیطی و شهری نیز اخیراً به عنوان حوزه‌های در حال جنبشی ظاهر می‌شوند. هدف اصلی یک برنامه در برنامه‌ریزی و طراحی محیط (محیط‌زیست) عبارت است از ادغام نگرانی‌های محیطی (زیست‌محیطی) با نیازها و خواسته‌های انسان، آشناسازی شرکت‌کنندگان به مسائل و فرایندهای کلیدی محیطی (زیست‌محیطی)، و ارائهٔ استراتژی‌هایی برای پیشگیری و کاهش دامنه وسیعی از مسائل زیست‌محیطی در چارچوب کلی توسعهٔ پایدار، از دیدگاه برنامه‌ریزی است. در این زمینه رابطهٔ در حال تغییر بین جامعه و محیط‌زیست مورد تجزیه و تحلیل قرار گرفته و تهدیدهای موجودی که محیط‌های فیزیکی (طبیعی)، بیولوژیکی (زیستی) و اجتماعی با آن مواجه هستند ارائه می‌گردند. در شاخه‌های غیرطبیعی جغرافیا معمولاً این دوره با ساخت‌گشایی اصطلاحات «محیط» و «پایداری» آغاز می‌شود. چرا که چالش‌های محیطی و اکولوژیکی به‌طور فزاینده‌ای در تنظیم اجتماعی-فضایی مهم شده‌اند. لذا در تمامی برنامه‌های توسعه به‌ویژه توسعهٔ پایدار بدون درنظر گرفتن پارامترهای ابعادی محیط علاوه بر اینکه زیربنای توسعه با مشکل مواجه خواهد شد، آینده توسعه نیز در مخاطره بی‌توجهی به این پارامترها و در نتیجه خسارت جبران‌ناپذیر قرار خواهد گرفت.

#### برنامه‌ریزی فضایی
انسانهای ساکن هر ناحیهٔ جغرافیایی برای اجرای فعالیت‌های اقتصادی، اجتماعی خود نیازمند فضا هستند. فضا، تکیه‌گاه مشترک انسان، طبیعت و عملکرد انسان در طبیعت است. جغرافیا به ما کمک می‌کند فضا و مکان را کشف و درک کنیم. برنامه‌ریزی فضایی به‌منظور دستیابی به فضای زیست بهینه و توسعهٔ متوازن و پایدار آن و نیز استقرار منطقی و سیستماتیک گروه‌های انسانی، فعالیت‌ها و نهادهای فیزیکی و کالبدی در فضا، بعد چهارم و متعیّن فرایند برنامه‌ریزی‌های توسعه اقتصادی، اجتماعی- فرهنگی یک کشور را تشکیل می‌دهد که در وظیفه علم جغرافیا و جغرافیدانان است. اینان بر این باورند که ارتقای جهانی و محلیِ رفاه با نوآوری و تحول فضایی که از نظر اجتماعی قابل‌قبول و پایدار است به بهترین شکل حاصل می‌شود. برنامه‌ریزی فضایی در صدد است که ارتباطی متعادل، معقول و مطلوب بین فضاها برقرار نماید.

#### برنامه‌ریزی شهری-روستایی
در جوامع شهری و روستایی، جغرافیا نقش مهمی در توسعهٔ محیط ساخته‌شده ایفا می‌کند و برنامه‌ریزان را به چالش می‌کشد تا از مبانی نظری غنی و متنوع جغرافیای انسانی برای شناخت و درک حساسیت‌های جغرافیایی برخی از مهم‌ترین و فشارآورترین موضوعات اقتصادی، اجتماعی، فرهنگی و سیاسی امروز استفاده کنند. در اینجا برنامه‌ریزان در مورد مدیریت و توسعه شهرها، شهرک‌ها و قصبات، روستاها و مناطق روستایی (برون‌شهری) تصمیم می‌گیرند. هدف آن‌ها متعادل کردن تقاضاهای متضاد مسکن، توسعهٔ صنعتی، کشاورزی، تفریح، حمل و نقل و محیط‌زیست مناطق شهری و روستایی است به‌گونه‌ای که ارزش‌ها و منابع محیطی حفظ شود و ارتقا یابد تا امکان ایجاد توسعهٔ مناسب فراهم گردد. البته که برنامه‌ریزان شهری و روستایی همچون برنامه‌ریزان فضایی با سیمای فضایی شهر و حومه و متعلقات آن نیز سر و کار دارند.